# José Ramos Delgado
José Manuel Ramos Delgado (* 25. August 1935 in Quilmes, Argentinien; † 3. Dezember 2010 in Villa Elisa, Provinz Buenos Aires) war ein argentinischer Fußballspieler und -manager.
Ramos Delgado spielte 25 Mal für die argentinische Fußballnationalmannschaft in zwei Weltmeisterschaften und spielte für die brasilianische Mannschaft FC Santos. Als Fußballmanager arbeitete er in Argentinien und Peru.

## Erfolge
Santos
- Torneio Roberto Gomes Pedrosa: 1968
- Staatsmeisterschaft von São Paulo: 1967, 1968, 1969, 1973